# دیباج
دیباج یکی از شهرهای کوهستانی شهرستان دامغان در استان سمنان است. این شهر در ۵۵ کیلومتری شمال شهر دامغان قرار دارد و مرکز دهستان رودبار است. دیباج در سال ۱۳۷۵ و بر اساس مصوبه هیئت وزیران وقت به شهر تبدیل و اکنون دارای شهرداری است.
دیباج خود شامل محله‌های قلعه، ورزن و زردوان است (بر گرفته از اسامی روستاهای قدیمی به هم پیوسته از زمان ایجاد شهر جدید) پیشتر آن را چهارده یا چهارده رودبار می‌خواندند. هرچند هنوز این نام بین مردم محلی رایج است اما از سال ۱۳۷۵ به صورت رسمی این منطقه به شهر تبدیل و دارای شهرداری است.
از معروف‌ترین شخصیت ها؛ صادق هدایت از خاندان هدایت و نوه اسماعیل کمال (که به دست زکی خان زند کشته شد) و فرزند رضا قلی خان هدایت (ملقب به رضا قلی خان طبرستانی یا رضا قلی خان هزارجریبی) است که هر چند خود متولد تهران بوده، اما اصالت دیباجی داشت. اسماعیل کمال (در برخی منابع از او با عنوان آقا محمدطاهر طبرستانی یاد کرده‌اند)، جد صادق هدایت، از اعیان قریه چهارده رودبار و خزانه دار آقامحمدخان قاجار بود. از خاندان هدایت و فرزندان رضا قلی خان، جوادخان سعدالدوله و مهدی قلی خان مخبرالسلطنه به نخست‌وزیری، مرتضی قلی خان صنیع الدوله به ریاست مجلس شورای ملی و محمدقلی خان مخبرالملک به نمایندگی مجلس و وزارت دارایی، حسین قلی خان مخبرالدوله به وزارت پست و تلگراف در دوره قاجار و پهلوی رسیدند. در دوره پهلوی، دبستانی به نام این خاندان (هدایت) در دیباج ایجاد شده است که کماکان به فعالیت می‌پردازد و نیز پویا شکوهی مجری، کارگردان، گزارشگر شبکه جام جم و تهیه‌کننده مراسمات و همایشها از هنرمندان این خطه و دیار می‌باشد.

## نامگذاری
چهارده قبلاً از چهار روستای کوچک‌تر تشکیل می‌شد. علاوه بر سه روستایی که در بالا نام برده شد، روستا یا دِه چهارم امین‌آباد نام داشت که اکنون خراب‌دِه نامیده می‌شود و هر سال در هشتم محرم مردم به یادبود مردگان این دِه در آنجا گرد می‌آیند. بنا به گفته مردم محلی این دِه در گذشته بر اثر حمله سپاهیان مهاجم یا بلایای زمینی ویران شده است. امروزه اندکی بنای مخروبه در محل این دِه دیده می‌شود.
نام جدید این شهر از امامزاده‌ای به همین نام در این مکان اقتباس شده است. مقبره منسوب به محمد پسر جعفر صادق امام ششم شیعیان دوازده امامی که ملقب به امامزاده محمد دیباج است در محله قلعه در جنوب غربی شهر واقع شده است.

## مردم و زبان

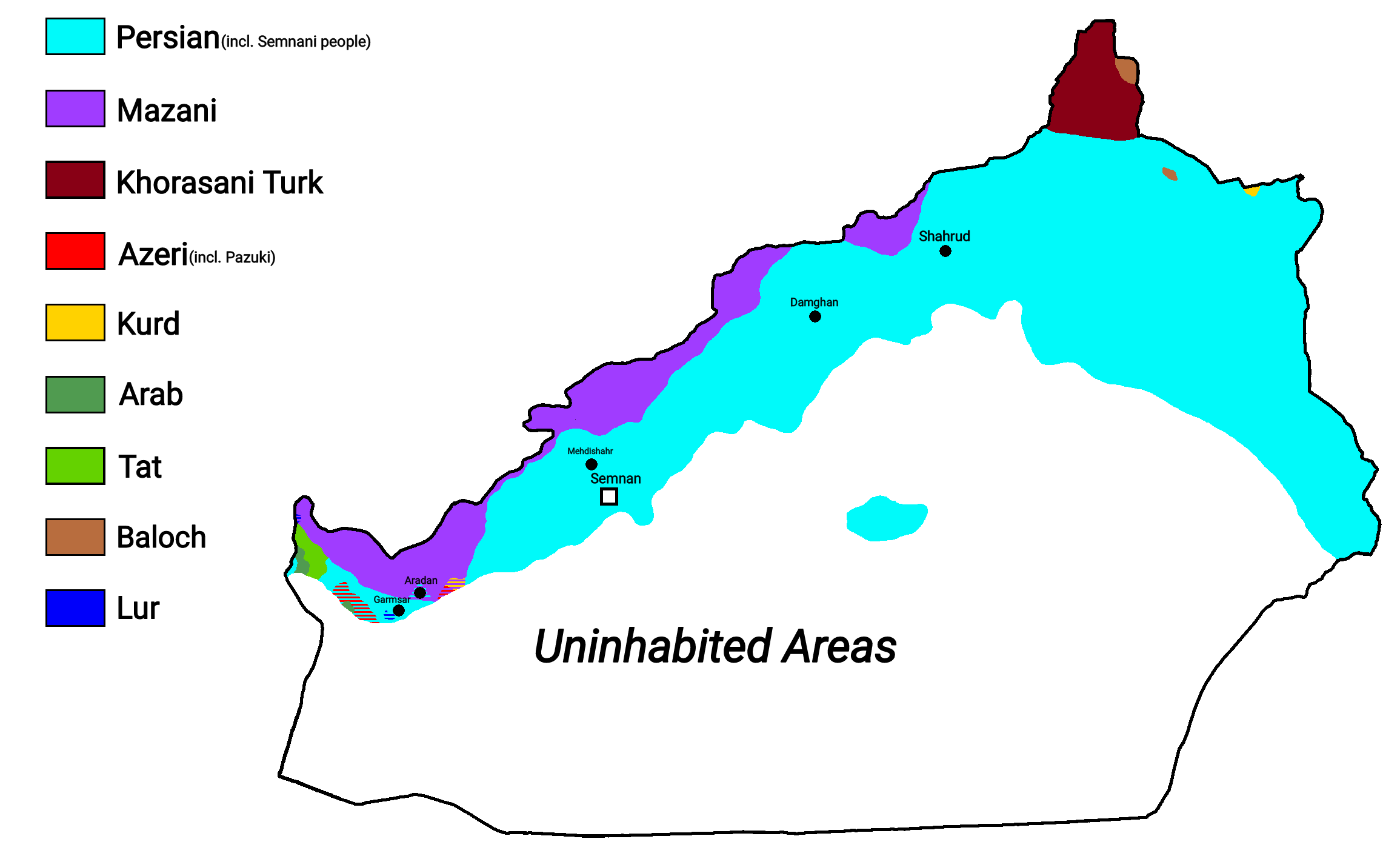
پراکنش اقوام در سمنان

نزدیک به همه مردم این شهر مسلمان و شیعه دوازده امامی هستند. اغلب مردان برای کار به دامغان، سمنان یا گرگان مهاجرت می‌کنند. دیباجی گویش مردم شهر دیباج است. پژوهشگران زبان‌شناس دیباجی را از زبان‌های کاسپین می‌دانند. گویش دیباجی علی‌رغم داشتن شباهت‌هایی با گویش‌های مجاور خود به‌ویژه نواحی شمالی، تفاوت‌هایی نیز با آنها دارد. پژوهشگران زبان‌شناس با توجه به قرابت خاص گویش دیباجی با گونه‌های مازندرانی به لحاظ صرفی و نحوی، گویش دیباجی یکی را از گونه‌های مازندرانی می‌دانند.

### جمعیت
بر پایه سرشماری عمومی نفوس و مسکن در سال ۱۳۹۵ جمعیت این شهر ۵٬۶۴۷ نفر (در ۱٬۹۶۰ خانوار) بوده است.

## محصولات کشاورزی و دامپروری
این شهر به خاطر آب و هوای کوهستانی، مستعد پرورش محصولات باغی و دامپروری است. در دیباج گردو از عمده میوه‌های باغی، در کنار گیلاس، انگور، آلبالو، زردآلو و سیب می‌باشد. در عین حال سیب زمینی و گندم دو محصول عمده کشاورزی دیگر این ناحیه است. آب کشاورزی و آشامیدنی از چشمه‌های مختلف طبیعی که در اطراف شهر به ویژه در منطقه شمال شرقی شهر واقع هستند، تأمین می‌شود.
برخی از محصولات کشاورزی، باغی و دامی این منطقه، به لحاظ کیفیت و مرغوبیت، از گذشته، آوازه ای کشوری و جهانی داشته است. از آن جمله اند؛ گردو، گیلاس، آلبالو، سیب زمینی و گندم. که این تولیدات سالانه راهی بازار پایتخت و شهرهای دیگر می‌شده است. سیب زمینی دیباج، محصولی زبانزد در استان سمنان است. گردوی تولیدی این ناحیه، از نظر کمی و کیفی، دارای تنوع محصول و مشتری پسند است. گیلاس مرغوب دیباج، از نمونه محصولات با کیفیت باغی استان سمنان برای تأمین بازار مصرف مازندران و تهران به حساب می‌آید. ارقام بومی و قدیمی گندم در این منطقه، شهره خاص و عام بوده و فقط در دوره محمد شاه و ناصرالدین شاه قاجار، سالانه بیش از شش تن مصرف خاندان سلطنتی، از گندم دیباج تأمین می‌شده است (صنیع الدوله معروف به اعتماد السلطنه، محمدحسنخان؛ کتاب مطلع الشمس، صفحه ۴۹).

### محصولات دامی
شهر دیباج دارای سه هزار هکتار مرتع و بیست هزار راس گوسفند و بز می‌باشد که در سه نوع مرتع تألیف می‌کنند.
1. مراتع زمستانه در اطراف دیباج
2. مراتع میانبد در منطقه کشت و دشت

۳- مراتع ییلاقی (سربند-چهار گنبدان-سنگ بن –لار کوه وزندان و پلاش) که حدود ۳۰٪ مردم از راه پرورش گوسفندان داشتی امرار معاش می‌کنند البته این درصد در قدیم ۸۰٪ بوده است با توجه به خشکسالی‌های اخیر و فقیر شدن مرتع اکثر دامداران بزرگ دام‌های خود را فروخته‌اند. در اواخر فروردین ماه گوسفندان از اطراف دیباج به مراتع میا نبد رفته که در اواسط اردیبهشت ماه به بنه (خیل) می‌روند و کار دوشیدن شروع می‌شود. درحال حاضر هم اولین جشنواره آیین امام‌داری یا (شیردوشان) در کنار امامزاده محمد دیباج برگزار شد.
کلیه محصولات دامی این منطقه در استان سمنان و استان‌های همجوار، مشهور بوده و مشتری خود را دارد. شیر، ماست، کشک، سرماست، سرشیر، دوغ، آروشه، کره گوسفندی و گوشت قرمز تولیدی دیباج، به جهت مراتع مرغوب و آب و هوای کوهستانی مطبوع، کیفیت منحصر به فردی دارد. اگرچه میزان تولید این محصولات به جهت کاهش تعداد دام در این ناحیه، قابل توجه نیست، اما هر ساله از طریق دامداران و فروشندگان واسطه به بازارهای محلی و همجوار رهسپار و از طریق فامیل، به بازار تهران و مشهد نیز راه می‌یابد.

## آب‌وهوا
آب‌وهوای این شهر در بهار و تابستان سرسبز، خنک و مطبوع و در پاییز و زمستان سرد و عمدتاً پوشیده از برف است.

## نقاط دیدنی و گردشگری
- امامزاده محمد
- آبشار تنگه زندان
- سرچشمه
- دشت سربند
- کلا
- دم تنگه
- امیران دشت
- بالا آییش
- دشت مناره
- کشت دشت
- چشمه آبسیج
- آبشار بزپُل
- آبشار نسروا
- تنگه شمشیربُر
- حصار قلعه
- مقبره آیت الله میراسماعیل نجفی قدمی معروف به آقانجفی (ورزن)

## شهرخواهرخوانده
- مجن